# Osteodiscus cascadiae
Osteodiscus cascadiae és una espècie de peix pertanyent a la família dels lipàrids.

## Descripció
- El mascle fa 7,4 cm de llargària màxima i la femella 8,5.
- Nombre de vèrtebres: 51-56.[5]

## Hàbitat
És un peix marí i batidemersal que viu entre 1.900 i 3.000 m de fondària.

## Distribució geogràfica
Es troba al Pacífic nord-oriental: des de la Colúmbia Britànica (el Canadà) fins a Oregon (els Estats Units).

## Observacions
És inofensiu per als humans.